# Tuffah
Tuffah (en árabe: حي التفاح‎, traducido como "la manzana") es un distrito de la ciudad de Gaza situado al noreste de la Ciudad Vieja y dividido en dos mitades: oriental y occidental. Antes de su expansión y de la demolición de las murallas, era uno de los tres barrios amurallados de Gaza, siendo los otros dos al-Daraj y Zeitún. Se situaba en la sección noreste de la Ciudad Vieja.
Tuffah existe desde los primeros tiempos del dominio mameluco en Gaza, en el siglo XIII. La parte sur se llamaba "ad-Dabbaghah". Según los registros fiscales otomanos de finales del siglo XVI, era un pequeño barrio con 57 hogares. En ad-Dabbaghah se encontraban el matadero y los curtidores de Gaza durante la época otomana (1517-1917). La subdivisión norte de Tuffah se llamaba "Bani Amir".
La mezquita Ibn Marwan, del siglo XIV, y la mezquita Aybaki, del siglo XIII, se encuentran en el distrito. Tuffah alberga el cementerio de guerra británico, la biblioteca pública y varias escuelas de la Media Luna Roja palestina.